# Quercus depressipes
Quercus depressipes Trel. – gatunek roślin z rodziny bukowatych (Fagaceae Dumort.). Występuje naturalnie w północnym Meksyku (w stanach Chihuahua, Durango i Zacatecas) oraz południowych Stanach Zjednoczonych (w Teksasie). 

## Morfologia
PokrójCałkowicie lub częściowo zimozielony krzew dorastający do 1 m wysokości. Ma kłącza. Kora jest łuszcząca się i ma szarą barwę.
LiścieBlaszka liściowa jest skórzasta i ma kształt od podługowatego do eliptycznego. Mierzy 1–2,5 cm długości oraz 0,5–2,5 cm szerokości, jest ząbkowana na brzegu, ma niemal sercowatą nasadę i wierzchołek od zaokrąglonego do niemal ostrego. Ogonek liściowy jest nagi i ma 1–2 mm długości.
OwoceOrzechy zwane żołędziami o eliptycznym, jajowatym lub kulistym kształcie, dorastają do 10–15 mm długości i 10–11 mm średnicy. Osadzone są pojedynczo w miseczkach w kształcie kubka, które mierzą 7–15 mm długości i 8–13 mm średnicy. Orzechy otulone są w miseczkach do 25–50% ich długości.

## Biologia i ekologia
Rośnie w widnych lasach oraz na murawach. Występuje na wysokości od 2100 do 2600 m n.p.m.